# أندرسون سيلفا (لاعب كرة قدم)
أندرسون سيلفا هو لاعب كرة قدم برازيلي في مركز الهجوم، ولد في 21 نوفمبر 1997 في ساو باولو في البرازيل. لعب مع نادي غواراني.

## وصلات خارجية
- أندرسون سيلفا على موقع قاعدة بيانات كرة القدم.إي يو (الإنجليزية)
- أندرسون سيلفا على موقع Soccerway.com (الإنجليزية)